# Спеце
Спеце (греч. Σπέτσες, др.-греч. ἡ Σπέτσαι) — греческий остров при входе в залив Арголикос, в 2,5 км от южной оконечности Арголиды и в 40 км от Пирея. Остров иногда относят к группе Саронических островов. В древние времена остров был известен под именем Питиуса (Πιτυούσσα — «сосновый»); этим именем он обязан сосновым лесам, которые, несмотря на частые пожары в весенне-летний период, до сих пор покрывают значительную часть его территории. Население — 4027 жителей по переписи 2011 года. Площадь острова — 20,263 км².

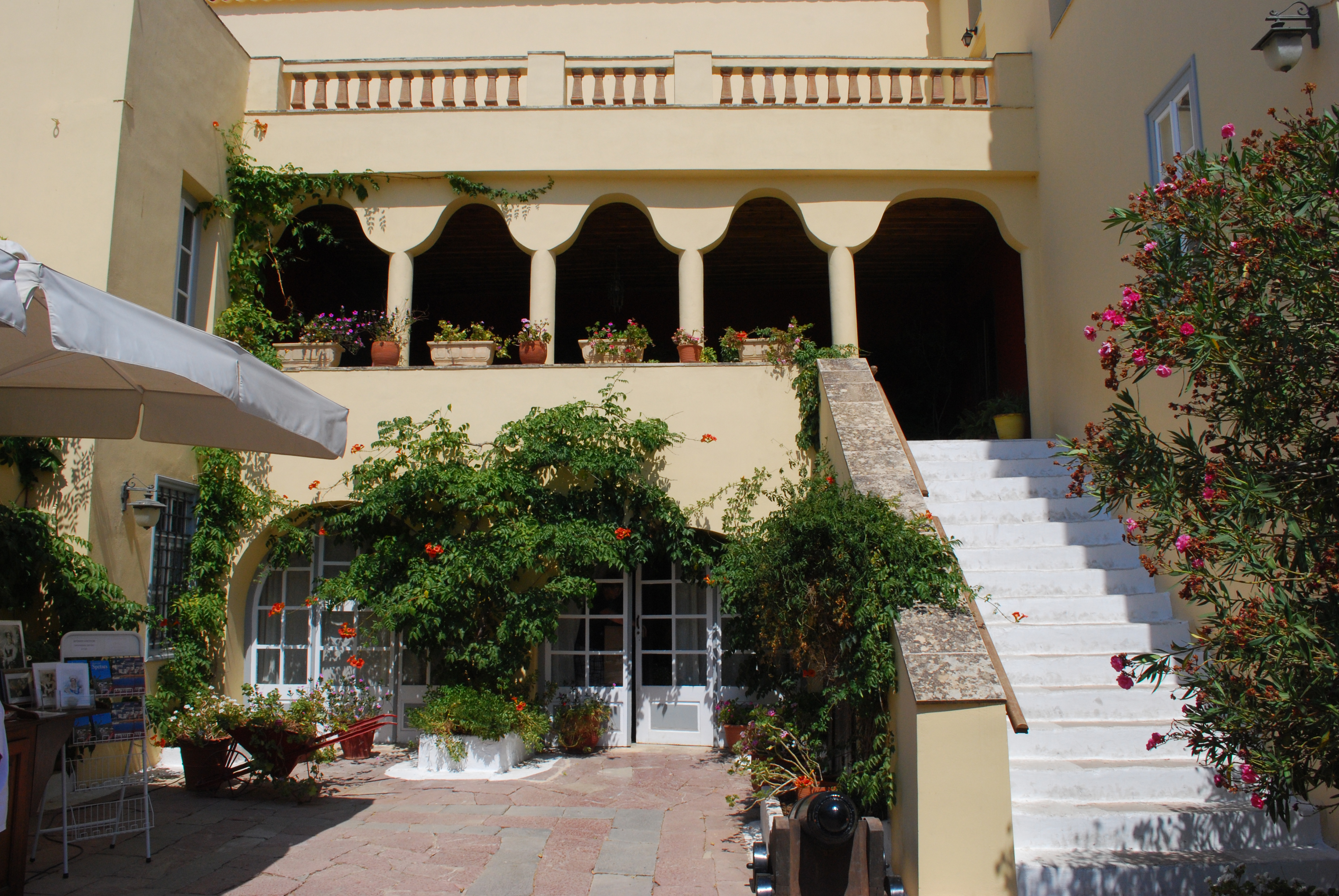
Мансион Ласкарины Бубулины.

## География
Рельеф овального по форме острова — относительно пологие холмы, самый высокий из которых расположен в центре Спеце и носит имя Пророка Илии. К юго-востоку от Спеце расположен утопающий в зелени островок Спецопула, ныне находящийся в частном владении.

## История
Данные археологических раскопок показывают, что люди заселили остров не позднее раннего бронзового века. Во второй половине XV века на остров мигрировало значительное количество арванитов, которые впоследствии смешались с греческим населением острова. В настоящее время большинство населения компактно проживает в главном и единственном городе, одноимённом острову. Жители Спеце вместе с жителями острова Идры принимали живое участие в Революции 1821 года и понесли большие потери. До этой войны население острова составляло свыше 15 тыс. жителей. Специоты — хорошие моряки, занимающиеся судостроением и добычей морских губок.

## Община Спеце
Община Спеце входит в периферийную единицу Острова в периферии Аттика. Община включает в себя острова Спеце, Велопула и Спецопула. Население общины — 4027 жителей по переписи 2011 года. Площадь общины — 27,121 км². Плотность — 148,48 чел./км².
Димархом общины на местных выборах 2014 года выбран Панайотис Лиракис (Παναγιώτης Λυράκης).
Община Спеце создана в 1934 году, когда содружество Спеце было признано как община (дим).
| Населённый пункт      | Население (2011), человек |
| --------------------- | ------------------------- |
| Айи-Анарьири          | 18                        |
| Велопула (остров)     | 0                         |
| Кузунос               | 4                         |
| Лигонери              | 4                         |
| Монастырь Всех Святых | 0                         |
| Спеце                 | 4001                      |
| Спецопула (остров)    | 0                         |

## Население
| Год  | Население, человек |      |
| ---- | ------------------ | ---- |
| Год  | 1991               | 3612 |
| 2001 | 3780               |      |
| 2011 | ↗ 4027             |      |

## События
Каждый год, в сентябре, проходит недельный фестиваль «Армата», в память о победе греческого флота над османским в 1822 году в сражении при Спеце, спасшей остров от разрушения турками.

## Спеце в литературе
Спеце стал прототипом острова Фраксос («остров заборов»), на котором происходит действие знаменитого романа Джона Фаулза «Волхв». Писатель преподавал в частной школе, расположенной на Спеце, и перенес многие черты островной жизни 1950-х в свою книгу.

## Известные уроженцы и жители
- Ласкарина Бубулина (1771—1825), героиня освободительной войны Греции 1821—1829 годов, единственная женщина — адмирал Российского флота.
- Пану, Георгиос (1770—1863), греческий революционер капитан и адмирал участник Греческой революции.
- С мая 2013 года на острове постоянно жил последний (1964—1973) король Греции из династии Глюксбург Константинос II[6][неавторитетный источник].